# Passenans
Passenans é uma comuna francesa na região administrativa de Borgonha-Franco-Condado, no departamento de Jura. Estende-se por uma área de 4,94 km². Em 2010 a comuna tinha 346 habitantes (densidade: 70 hab./km²).